# Seirocastnia inca
Seirocastnia inca là một loài bướm đêm trong họ Noctuidae.